# APNG
تنسيق الرسومات الشبكية المحمولة المتحركة (APNG) هو تنسيق ملف يُوسِّع مواصفات الرسومات الشبكية المحمولة (PNG)ليتيح عرض صور متحركة بطريقة مشابهة لملفات ،GIF المتحركة، ع دعم الصور بعمق لوني 24 أو 48 بت وتجميع ألفا (alpha transparency) غير المتوفرة لملفات GIF. كما أنه يحتفظ بالتوافقية الرجعية مع ملفات PNG غير المتحركة.
الإطار الأول من ملف APNG يُخزَّن كتيار PNG عادي، مما يتيح لمعظم برامج فك ترميز PNG القياسية عرض الإطار الأول من ملف APNG دون مشاكل. أما بيانات سرعة الإطارات والإطارات الإضافية للرسوم المتحركة، فَتُخزَّن في كُتَل إضافية (كما هو مسموح به في مواصفات PNG الأصلية). كان APNG يتنافس مع تنسيق MNG الرسوميات الشبكية متعددة الصور ، وهو تنسيق شامل للرسوم النقطية المتحركة تم تطويره من قِبل نفس الفريق الذي ابتكر PNG، ولكنه أصبح الآن منسياً أو غير مستخدم.
وتتمثل ميزة APNG في صغر حجم مكتبته البرمجية، بالإضافة إلى توافقه مع تطبيقات PNG الأقدم.

## تنسيق الملف
تتبع مواصفة APNG تنسيق ملفات PNG، مع إدخال ثلاث كُتَل مساندة جديدة: 
1. كتلة التحكم في الحركة (acTL): تسبق كتلة أو كُتل IDAT الخاصة بالصورة الافتراضية، وتعمل كعلامة تُشير إلى أن هذا الملف هو PNG متحرك. تحتوي هذه الكتلة أيضًا على عدد الإطارات، وعدد مرات تكرار الحركة (حيث تعني القيمة 0 التكرار اللانهائي).
2. كتلة التحكم في الإطار (fcTL):
  1. تسبق كل إطار، وتحتوي على بياناته الوصفية، مثل:
    - الأبعاد،
    - الموضع (بالنسبة للصورة الافتراضية)،
    - مدة العرض،
    - وما إذا كان يتم مسح الإطار إلى اللون الأسود بعد عرضه، أو يُستبدل بالإطار السابق، أو يُرسم فوقه الإطار التالي،
    - بالإضافة إلى ما إذا كان سيتم تطبيق الشفافية الخاصة به.
3. كتلة بيانات الإطار (fdAT): تخزن محتوى الإطار. تبدأ برقم تسلسلي، ثم تتبع نفس بنية كُتل IDAT الخاصة بالصورة الافتراضية.

"رسم تخطيطي يوضح إحدى الطرق الممكنة لتجميع ملف PNG متحرك من ثلاثة ملفات PNG مستقلة."

### الضغط والتحسين
تتضمن عدد من تقنيات التحسين لجعل ملفات APNG بأصغر حجم ممكن، مثل:
- تحسين بين الإطارات باستخدام عمليات دمج ألفا (alpha-blend) و إزالة ألفا (alpha dispose)،
- استخدام إطارات فرعية أصغر من الحجم الكامل،
- الشفافية المتسخة (dirty transparency)،
- تحسينات نوع اللون و لوحة الألوان،
- بالإضافة إلى خيارات ضغط متنوعة مثل: zlib، 7 زيب، و Zopfli.[3]

### التنسيقات المشتقة
الملصقات المتحركة لتطبيق Signal هي APNG مع بعض القيود، مثل:
- حجم الملف محدود بـ 300 كيلوبايت،
- مدة الحركة محدودة بـ 3 ثوانٍ،
- الدقة يجب أن تكون 512x512 بكسل،

## الدعم

شعار APNG Assembler، برنامج مجاني لإنشاء صور APNG

أضاف متصفح Mozilla Firefox دعمًا لتنسيق APNG في إصدارات trunk من الإصدار 3 بتاريخ 23 مارس 2007.  ومع ذلك، ونظرًا لأن مكتبة libpng تُعد التنفيذ المرجعي الرسمي من قِبل مجموعة PNG، فإن دعم APNG لا يمكن اعتماده ضمن التوزيعة الرئيسية لـ libpng ما دام التنسيق غير مُعتمد رسميًا من قِبل المجموعة.أما متصفح Iceweasel 3 فيدعم APNG من خلال استخدامه لإصدار غير رسمي من libpng طورته Mozilla. 